# براندون أنتوني
براندون أنتوني (بالإنجليزية: Brandon Cash)‏ هو فنان قتال مختلط أمريكي، ولد في 26 يونيو 1982 في فريسنو في الولايات المتحدة.

## وصلات خارجية
- براندون أنتوني على موقع شيردوغ (الإنجليزية)
- براندون أنتوني على موقع IMDb (الإنجليزية)